# 汪同三
汪同三（1948年7月—2022年12月22日），男，汉族，湖北蕲春人，生于江苏南京，中华人民共和国经济学家，中国社会科学院数量经济与技术经济研究所研究员、学部委员。

## 生平
1982年毕业于北京师范学院数学系。1990年毕业于中国社会科学院研究生院，获博士学位。